# 香港2006年2月

## 2月1日
- 香港迪士尼樂園出現自開幕以來的第七次爆滿，一度有過千名未能入場的遊客聚集在樂園大閘。 明報即時新聞網
- 香港股市在狗年首個交易日以紅盤開市，但未能紅盤收市；恆生指數收市報15,742點，跌10點，成交342億港元。明報即時新聞網
- 香港賀歲盃足球賽，丹麥落後一球後，連入三球反勝南韓，繼1994年對港聯後再次奪冠。 新浪網轉載明報[永久]

## 2月2日
- 香港迪士尼樂園連續第二日出現爆滿情況，樂園入口仍有幾百名遊客聚集。晚上迪士尼宣布將於3日提早一個半小時、即8:30開放樂園，疏導遊客，並暫停網上售票。明報即時新聞網 香港電台（页面存档备份，存于）
- 年初三於埃及發生的香港旅行團嚴重車禍中，14名罹難者身份全部核實。其餘30多名傷者分別留在開羅、洪加達，或者轉送至巴黎等地醫治。明報即時新聞網
- 香港電訊管理局公佈短訊使用數據，顯示2006年元旦香港人發送了993萬條短訊，年初一當日數字更達1077萬條，首次衝破1000萬大關，反映香港電訊業的發展及趨勢。電管局網站PDF

## 2月3日
- 香港迪士尼樂園經過兩日爆滿拒客事件後，3日改為無限制入場，但同時通知入場者樂園十分擁擠。旅遊業指責樂園安排失當，迪士尼方面再三道歉。雅虎轉載明報 雅虎轉載星島日報
- 前運輸署署長霍文自2005年5月開始休假後，宣布將於7月正式提早退休。由於霍文離退休年齡仍差1年，退休金及長俸會較正常少，引起立法會議員質疑是被指令離職。雅虎轉載明報[] 政府新聞網
- 律政司司長黃仁龍出席立法會司法及法律事務委員會特別會議，再次解釋不控告前平等機會委員會主席王見秋騙取旅遊津貼是因為證據不足。雅虎轉載明報 雅虎轉載星島日報
- 鄧家爭產事件出現餘波，鄧永祥兩名子女指2002年要求母親洪金梅交出楚留香酒樓業權及相關利益一案涉及欺詐；洪金梅則辯稱追溯期限已過。高等法院3日進行預審，預定13日正式開審。雅虎轉載明報

## 2月4日
- 新界鄉議局舉行新春團拜，主席劉皇發表示新界原居民認為政府應該通過本地立法，強制訂明「傳統權益」定義，以實踐《基本法》第40條。民政事務局局長何志平對立法有保留。雅虎轉載明報[]
- 漁農自然護理署宣布深井青龍頭圓墩村再有一隻喜鵲感染H5病毒。H5N1禽流感已經被定性為禽鳥「風土病」。香港政府公佈（页面存档备份，存于） 雅虎轉載明報
- 香港中文大學http://www.grm.cuhk.edu.hk/b5/[ 地理與資源管理學系] （页面存档备份，存于） 發表研究，指香港市區的公園及遊樂場泥塵含有重金屬，包括致癌物鎘，濃度遠超於歐洲地區的樣本。雅虎轉載明報
- 亞洲國際博覽館開幕後首次用作演唱會會場，陳寶珠演唱會吸引了近全滿13,000名觀眾入場，但被藝人及觀眾批評地點及內部設計不方便。 雅虎轉載明報

## 2月5日
- 香港中文大學校長劉遵義與傳媒茶敘時，表示校方計畫投資近100億港元，提升學術水平、並為中文大學增建學院。雅虎轉載明報
- 有報道指香港會計師公會去信盈科保險（港交所：0065）及其核數師安永會計師事務所，查問本年1月24日盈保宣布2005年頭九個月盈利錯誤誇大13倍一事。香港交易所（港交所：0388）表示已經將個案轉交上市紀律部門跟進。 雅虎轉載明報

## 2月6日
- 香港行政會議批准就九廣鐵路北環綫及港深廣高速鐵路香港段做進一步規劃，香港九龍至廣州的車程可望縮短至1小時。 香港政府新聞網 明報（页面存档备份，存于）

- 香港金融管理局總裁任志剛透露，香港負資產宗數於2005年第4季再多近2000宗至11000宗，為連續兩季回升，並表示情況令人不安。 明報（页面存档备份，存于）

## 2月7日
- 行政長官曾蔭權在禮賓府主持新春酒會時表示，香港經濟預期繼續向好，失業率將回落，但仍不容鬆懈和怠慢。雅虎新聞：明報
- 漁農自然護理署2月3日在屯門龍門居附近河邊撿獲的小白鷺屍體，初步測試懷疑帶有H5禽流感病毒。雅虎新聞：明報
- 香港天文台將於3月起增設季度氣候預報服務，預測未來一季的平均氣溫及雨量，每3個月發報一次。雅虎新聞：明報

## 2月8日
- 特區政府在憲報刊登法例修訂，下周一開始禁止市民在家中散養家禽，希望可減低香港爆發禽流感的風險。雅虎新聞：明報
- 第25屆香港電影金像獎提名名單，下午在尖沙咀香港文化中心公布。新城電台
- 九龍拔萃男書院於2月6日發現的一隻相思雀屍體，漁農自然護理署檢走化驗後，初步證實該相思染有H5禽流感病毒。 明報（页面存档备份，存于）

## 2月9日
- 香港高等法院裁定行政長官為規管秘密監察而頒布的行政命令違反《基本法》，但為免出現法律真空影響法治，政府會獲得6個月寬限期。亞視新聞
- 八仙嶺山火十周年前一日，馬鞍山香港中國婦女會馮堯敬紀念中學師生按照傳統到八仙嶺郊野公園春風亭，悼念山火中捨身救人的教師，以及罹難的三名學生。雅虎轉載明報（页面存档备份，存于）
- 香港慧峰集團正式公佈，夥拍中國電力及中國南方電網組成合營公司中港電力，計劃在香港經營電力業務，出資300萬港元。 明報即時新聞網

## 2月10日
- 政府宣布委任劉細良為香港中央政策組全職顧問，任期由2006年2月10日起至2007年6月30日。政界反應不一，有親北京的民建聯議員指劉細良反共，亦曾對他們作出不當的批評，並指出部分親北京人士不認同劉細良擔任此職。明報即時新聞網無線六點半新聞（页面存档备份，存于）

## 2月11日
- 香港空氣污染嚴重，環保署在中環及銅鑼灣的路邊監測站錄得空氣污染水平為甚高。雅虎新聞：明報（页面存档备份，存于）
- 服務超過56年的港島老牌巴士路線新巴8號線，告別超過半世紀行走英皇道及筲箕灣道的時代。當日起該線提升為特快服務，往來杏花邨至灣仔碼頭，取道東區走廊往來，不再經小西灣、筲箕灣、西灣河、鰂魚涌、北角及炮台山。同日起新巴及城巴共有十六條巴士路線更改行車路線、站位及增設轉乘優惠，其中2M號線當日起取消。城巴及新巴聯合新聞稿（页面存档备份，存于）
- 康樂及文化事務署清潔外判商余氏天成總經理及另外兩名高層職員，涉嫌剋扣三十多名清潔工人工資，詐騙該署130萬港元，早前被裁定串謀詐騙罪成立，被區域法院分別判監10至15個月。雅虎新聞：星島日報[]

## 2月12日
- 超過4萬人參加香港馬拉松，有2名參賽者暈倒，情況危殆；另有4800多人抽筋，22人身體不適送院。雅虎新聞：明報（页面存档备份，存于）
- 為應付中學教學語言政策的轉變，英中聖馬可中學宣佈斷絕聖馬可小學的「一條龍」關係。 雅虎轉載明報（页面存档备份，存于）

## 2月13日
- 香港國泰航空開始60週年慶祝活動，其中特別製作2000套過去60年來的制服，供空服員在機艙內穿着。 雅虎轉載明報（页面存档备份，存于）
- 英國勵展博覽集團（Reed Exhibitions（页面存档备份，存于））宣布，全亞洲最大的亞洲航空展覽將於2007年9月3日至6日，從新加坡移師香港亞洲國際博覽館舉行。 雅虎轉載明報（页面存档备份，存于） 官方網站（页面存档备份，存于）
- 無綫電視明珠台經多次申請，終於獲影視處破例允許無需播出教育電視，改為全程直播奧斯卡金像獎頒獎典禮。影視處往年一直以公眾利益為由，堅持牌照條文要求電視台如常播放教育電視。 明報新聞網（页面存档备份，存于）
- 《禁止散養家禽條例》開始生效，香港漁農自然護理署於沙頭角沒收共82隻家禽。 明報（页面存档备份，存于）

## 2月14日
- 本身患有哮喘病、2月12日參加香港馬拉松期間暈倒的曾錦賢，凌晨3:10在瑪嘉烈醫院宣佈不治。政府對事件表示關注。 明報即時新聞網
- 一間地產發展商計劃在沙田道風山綠化地帶興建低密度豪宅，並需砍伐160棵樹。規劃署建議城規會否決申請。雅虎新聞：明報（页面存档备份，存于）
- 香港經濟好轉，情人節花店生意比去年增加，而不少食肆訂座爆滿，預期市民消費比去年上升10%。雅虎新聞：東方日報（页面存档备份，存于）
- 《聯合國反腐敗公約》2月12日起在中华人民共和国生效，根據《基本法》第153條的規定，公約同時適用於香港特別行政區。雅虎新聞：明報（页面存档备份，存于） 聯合國網頁
- 香港衛生署公佈2005年呈報HIV病毒感染個案數字為313宗，數字歷來最高。異性戀性接觸個案佔33.5%，而同性或雙性戀性接觸感染個案佔30.7%。衛生署同時公佈一宗懷疑集體感染個案，20名男同性戀者HIV病毒基因排列類似，懷疑經過集體性活動感染。 雅虎新聞：明報（页面存档备份，存于） 衛生署新聞公報[永久]
- 房屋署指香港仔石排灣邨及上水清河邨之承建商德信建築公司嚴重拖延建築工程，決定收回其承建權並重新招標。成報[永久]

## 2月15日
- 香港本地練馬師協會100名會員，不滿香港賽馬會處理補假的安排，傍晚衝入跑馬地馬場並阻塞沙圈通道，令夜馬賽事需延遲15分鐘開始。雅虎新聞：明報（页面存档备份，存于）
- 根據由美國機構 Cushman & Wakefield （页面存档备份，存于） 進行的辦公室租金成本調查，香港的辦公室租金是全世界第二高，超過巴黎及東京，僅次於倫敦。雅虎新聞：明報（页面存档备份，存于）
- 立法會通過由陳偉業提出的「開放電力市場」議案，經濟發展及勞工局長葉澍堃則指政府會為開放電力市場作準備。雅虎新聞：明報（页面存档备份，存于）
- 滙豐銀行（港交所：0005）推出新優惠，新樓宇按揭客戶提供最優惠利率減2.75厘，實際按揭息率低至5厘，為全港最低。銀行界人士認為這掀起了按揭減息戰的序幕。 明報（页面存档备份，存于）
- 國泰航空（港交所：0293）涉嫌聯同全球11間航空公司操控貨運價格，被歐盟及美國司法部調查。國泰航空表示會配合調查。其股價在香港股市未受拖累，反升1%。 雅虎新聞：明報（页面存档备份，存于）

## 2月16日
- 香港政府統計處公佈，至2005年底香港總人口有6,970,800人，比2004年增加55,100人，增長率0.8%。而人口的自然增長為19,000人。雅虎新聞：明報（页面存档备份，存于）
- 香港自選車牌號碼計劃於4月開始，首批1000個車牌將於9月公開拍賣，申請人需繳交5000港元按金。雅虎新聞：東方日報（页面存档备份，存于）
- 美國海軍第七艦隊的海空兩棲作戰指揮艦藍嶺號在香港停留4日。雅虎新聞：明報（页面存档备份，存于） 大公網
- 杜汶澤與梁洛施主演的電影《伊莎貝拉》角逐第56屆柏林影展最佳男、女主角等多個獎項，成為影展「主要競賽單元」中唯一入選的華語電影，兩名主角飛抵柏林出席頒獎禮。雅虎新聞：明報（页面存档备份，存于）

## 2月17日
- 香港的伊斯蘭組織遊行，就日德蘭郵報穆罕默德漫畫事件抗議，過程順利。隊伍由尖沙咀清真寺出發，到佐敦的上海街結束。主辦單位稱參加人數有5千，警方數字則為2千。  大公網

## 2月18日
- 香港衛生署公佈，新加坡方面由真菌引致的角膜炎個案上升，患者皆配戴隱形眼鏡；而香港同類個案上月則有一宗。雅虎新聞：明報（页面存档备份，存于）
- 第九屆世界消防競技大賽於添馬艦揭幕並首次亞洲城市舉行，賽事共有近40個國家和地區逾3300消防員參加，競逐59個比賽項目。雅虎新聞：明報（页面存档备份，存于）
- 一隻雀鳥在下午跌進灣仔摩理臣山游泳池的主泳池，300多名泳客需疏散到另外2個副泳池。雅虎新聞：明報（页面存档备份，存于）
- 運輸署舉行車牌拍賣會，共拍賣40個車牌，總成交額492.5萬港元，其中無字頭「123」號車牌以150萬元成交。「ME 2」則以34萬成交。雅虎新聞：明報（页面存档备份，存于）

## 2月19日
- 香港音樂人金培達為彭浩翔執導電影《伊莎貝拉》奪得柏林影展最佳電影音樂銀熊獎，是今年唯一參選華語電影，也是第一名在柏林影展獲得技術性獎項的華人。雅虎新聞：明報（页面存档备份，存于）
- 香港機場管理局宣佈，2006年首月香港國際機場客運量較去年同期上升15.9%至350萬人次；農曆新年假期開始前一天的飛機起降量，更創下853架次的單日紀錄。文匯報
- 一名保安員於荃錦公路一帶的大帽山山頭被困7日，奇蹟生還且獲救。 雅虎新聞：明報（页面存档备份，存于）

## 2月20日
- 香港天文台開發出全球第一個激光風切變預警系統。新華網

## 2月21日
- 政務司司長許仕仁宣佈，由於仍未收到西九龍文娛藝術區的3個發展商承諾繼續參與，故需要重新進行諮詢工作，而天篷設計的要求亦被取消。 雅虎新聞：明報（页面存档备份，存于）
- 新世界第一渡輪轄下5條離島區航線開始加價，平均加幅6.5%。 雅虎新聞：明報[]

## 2月22日
- 財政司司長唐英年公佈2006/07年度財政預算案，提出數項減稅措施，但也建議引入如環保稅等的新稅項，而政府開支方面重點則於扶助弱勢社群。 雅虎新聞：明報（页面存档备份，存于）
- 羅馬教廷宣佈，天主教香港教區主教陳日君晉升為樞機主教。為第六位華人樞機主教及現時僅存的兩位之一。雅虎新聞：明報（页面存档备份，存于）
- 香港著名馬評人及電影演員董驃，晚上11時因肺衰竭，在銅鑼灣聖保祿醫院病逝，享年73歲。 雅虎新聞：明報（页面存档备份，存于）

## 2月23日
- 由香港電燈興建，位於南丫島的香港第一座風力發電站落成。 雅虎新聞：明報[]
- 政務司司長許仕仁到深圳市會晤深圳市市長許宗衡，討論蓮塘口岸和防治禽流感等問題。 雅虎新聞：明報[]
- 英國王儲查理斯在1997年出席香港回歸儀式期間撰寫的日記，因一宗版權官司被英國法庭公開。雅虎新聞：明報[]
- 花旗銀行進行的調查顯示，香港擁有超過100萬港元流動資產的人士超過27萬，擁有平均流動資產為400萬元，近50%於港島區居住。雅虎新聞：星島日報[]
- 政府宣佈將在今年6月前推出優秀人才入境計劃，吸納中國內地及海外的精英來香港定居，初步預計每年限額為1,000個。香港政府新聞網

## 2月24日
- 新界鄉議局主席劉皇發宣佈，下周一（2月27日）正式入稟法庭，就香港政府實施的禁止散養家禽條例提出司法覆核。雅虎新聞：明報[]
- 食物環境衞生署公佈2005年平均誘蚊產卵器指數為3.8%，創下2000年以來最低紀錄。雅虎新聞：明報（页面存档备份，存于）
- 香港地鐵宣佈由下月起展開興建連接太子站及始創中心的行人隧道，並有計劃於未來數年擴充旺角站及銅鑼灣站的地下行人隧道網絡。 雅虎新聞：明報[]

## 2月25日
- 在香港舉辦的第九屆世界消防競技大賽於2月24日結束，香港以東道主身份獲得134枚金牌、169枚銀牌和186枚銅牌的成績，位列獎牌榜第一位。大公專訊
- 香港環保團體綠色力量舉行一年一度的環島行越野比賽，特別增設醫療站以減少意外發生機會。 雅虎新聞：明報[]
- 英國搖滾樂隊綠洲（Oasis）在亞洲國際博覽館舉行「OASIS Live IN HK」演唱會，入座率約80%。雅虎新聞：明報[]

## 2月26日
- 香港環保團體環保觸覺訪問市民，當中六成人指買報紙附送膠袋和紙巾是不必要，建議報販減少此舉並提議政府開徵膠袋稅。商台
- 筲箕灣避風塘發現有一隻長吻真海豚誤闖水域，吸引市民圍觀。 雅虎新聞：明報[]
- 新世界發展主席鄭裕彤批評，自嘉亨灣發生批地爭議後，發展商補地價的申請遇到大量阻滯，故已聯同其他地產發展商去信行政長官曾蔭權要求正視問題。 雅虎新聞：明報（页面存档备份，存于）
- 香港無綫電視假銅鑼灣富豪香港酒店舉辦招聘日，以配合旗下收費電視頻道新增設的「無綫娛樂新聞台」的開辦，逾千人應徵。大公報

## 2月27日
- 香港迪士尼樂園行政總裁安明智表示，樂園將在今年夏季增加3項新遊戲設施，分別為「馳車天地」，一項以迪士尼卡通主角為題的遊戲，及一款互動遊戲。雅虎新聞：明報（页面存档备份，存于）
- 市區重建局將於2007年3月前啟動25個重建項目，包括旺角洗衣街俗稱「波鞋街」一段的重建項目，預料需作巨額賠償。雅虎新聞：明報（页面存档备份，存于）

## 2月28日
- 中電控股的盈利，連續第9年較利潤管制計劃協議所定的13.5%准許回報率為高，去年高出達5.27億港元。民主黨及民建聯就此均促請中電減價。 雅虎新聞：明報[]
- 入境事務處表示，正研究取消逢星期六的辦理證件時段，以配合五天工作制的實施。 雅虎新聞：明報[]
- 香港浸會大學校董會指責早前香港立法會教育事務委員會通過要求重新聘請在薪酬轉制下辭退的員工，是干預大學自主及內部事務，並損害大學的長遠利益。 雅虎新聞：明報[]
- 香港中文大學音樂資料館的本地音樂收藏品，包括粵劇名伶任劍輝與白雪仙演出《帝女花》穿著的戲服，及其他如樂譜、樂器及書籍等，在香港賽馬博物館展出，至6月30日止。大公報

| 香港新聞動態 |
| \| - 2024年香港：1月 - 2月 - 3月 - 4月 - 5月 - 6月 - 7月 - 8月 - 9月 - 10月 - 11月 - 12月 - 2023年香港：1月 - 2月 - 3月 - 4月 - 5月 - 6月 - 7月 - 8月 - 9月 - 10月 - 11月 - 12月 - 2022年香港：1月 - 2月 - 3月 - 4月 - 5月 - 6月 - 7月 - 8月 - 9月 - 10月 - 11月 - 12月 - 2021年香港：1月 - 2月 - 3月 - 4月 - 5月 - 6月 - 7月 - 8月 - 9月 - 10月 - 11月 - 12月 - 2020年香港：1月 - 2月 - 3月 - 4月 - 5月 - 6月 - 7月 - 8月 - 9月 - 10月 - 11月 - 12月 - 2019年香港：1月 - 2月 - 3月 - 4月 - 5月 - 6月 - 7月 - 8月 - 9月 - 10月 - 11月 - 12月 - 2018年香港：1月 - 2月 - 3月 - 4月 - 5月 - 6月 - 7月 - 8月 - 9月 - 10月 - 11月 - 12月 - 2017年香港：1月 - 2月 - 3月 - 4月 - 5月 - 6月 - 7月 - 8月 - 9月 - 10月 - 11月 - 12月 - 2016年香港：1月 - 2月 - 3月 - 4月 - 5月 - 6月 - 7月 - 8月 - 9月 - 10月 - 11月 - 12月 - 2015年香港：1月 - 2月 - 3月 - 4月 - 5月 - 6月 - 7月 - 8月 - 9月 - 10月 - 11月 - 12月 - 2014年香港：1月 - 2月 - 3月 - 4月 - 5月 - 6月 - 7月 - 8月 - 9月 - 10月 - 11月 - 12月 - 2013年香港：1月 - 2月 - 3月 - 4月 - 5月 - 6月 - 7月 - 8月 - 9月 - 10月 - 11月 - 12月 - 2012年香港：1月 - 2月 - 3月 - 4月 - 5月 - 6月 - 7月 - 8月 - 9月 - 10月 - 11月 - 12月 - 2011年香港：1月 - 2月 - 3月 - 4月 - 5月 - 6月 - 7月 - 8月 - 9月 - 10月 - 11月 - 12月 - 2010年香港：1月 - 2月 - 3月 - 4月 - 5月 - 6月 - 7月 - 8月 - 9月 - 10月 - 11月 - 12月 - 2009年香港：1月 - 2月 - 3月 - 4月 - 5月 - 6月 - 7月 - 8月 - 9月 - 10月 - 11月 - 12月 - 2008年香港：1月 - 2月 - 3月 - 4月 - 5月 - 6月 - 7月 - 8月 - 9月 - 10月 - 11月 - 12月 - 2007年香港：1月 - 2月 - 3月 - 4月 - 5月 - 6月 - 7月 - 8月 - 9月 - 10月 - 11月 - 12月 - 2006年香港：1月 - 2月 - 3月 - 4月 - 5月 - 6月 - 7月 - 8月 - 9月 - 10月 - 11月 - 12月 - 2005年香港：1月 - 2月 - 3月 - 4月 - 5月 - 6月 - 7月 - 8月 - 9月 - 10月 - 11月 - 12月 - 2004年香港：1月 - 2月 - 3月 - 4月 - 5月 - 6月 - 7月 - 8月 - 9月 - 10月 - 11月 - 12月 - 2003年香港：1月 - 2月 - 3月 - 4月 - 5月 - 6月 - 7月 - 8月 - 9月 - 10月 - 11月 - 12月 - 2002年香港：1月 - 2月 - 3月 - 4月 - 5月 - 6月 - 7月 - 8月 - 9月 - 10月 - 11月 - 12月 - 2001年香港：1月 - 2月 - 3月 - 4月 - 5月 - 6月 - 7月 - 8月 - 9月 - 10月 - 11月 - 12月 - 2000年香港：1月 - 2月 - 3月 - 4月 - 5月 - 6月 - 7月 - 8月 - 9月 - 10月 - 11月 - 12月 - 1999年香港：1月 - 2月 - 3月 - 4月 - 5月 - 6月 - 7月 - 8月 - 9月 - 10月 - 11月 - 12月 - 1998年香港：1月 - 2月 - 3月 - 4月 - 5月 - 6月 - 7月 - 8月 - 9月 - 10月 - 11月 - 12月 - 1997年香港：1月 - 2月 - 3月 - 4月 - 5月 - 6月 - 7月 - 8月 - 9月 - 10月 - 11月 - 12月 參 \| |
| - 2024年香港：1月 - 2月 - 3月 - 4月 - 5月 - 6月 - 7月 - 8月 - 9月 - 10月 - 11月 - 12月 - 2023年香港：1月 - 2月 - 3月 - 4月 - 5月 - 6月 - 7月 - 8月 - 9月 - 10月 - 11月 - 12月 - 2022年香港：1月 - 2月 - 3月 - 4月 - 5月 - 6月 - 7月 - 8月 - 9月 - 10月 - 11月 - 12月 - 2021年香港：1月 - 2月 - 3月 - 4月 - 5月 - 6月 - 7月 - 8月 - 9月 - 10月 - 11月 - 12月 - 2020年香港：1月 - 2月 - 3月 - 4月 - 5月 - 6月 - 7月 - 8月 - 9月 - 10月 - 11月 - 12月 - 2019年香港：1月 - 2月 - 3月 - 4月 - 5月 - 6月 - 7月 - 8月 - 9月 - 10月 - 11月 - 12月 - 2018年香港：1月 - 2月 - 3月 - 4月 - 5月 - 6月 - 7月 - 8月 - 9月 - 10月 - 11月 - 12月 - 2017年香港：1月 - 2月 - 3月 - 4月 - 5月 - 6月 - 7月 - 8月 - 9月 - 10月 - 11月 - 12月 - 2016年香港：1月 - 2月 - 3月 - 4月 - 5月 - 6月 - 7月 - 8月 - 9月 - 10月 - 11月 - 12月 - 2015年香港：1月 - 2月 - 3月 - 4月 - 5月 - 6月 - 7月 - 8月 - 9月 - 10月 - 11月 - 12月 - 2014年香港：1月 - 2月 - 3月 - 4月 - 5月 - 6月 - 7月 - 8月 - 9月 - 10月 - 11月 - 12月 - 2013年香港：1月 - 2月 - 3月 - 4月 - 5月 - 6月 - 7月 - 8月 - 9月 - 10月 - 11月 - 12月 - 2012年香港：1月 - 2月 - 3月 - 4月 - 5月 - 6月 - 7月 - 8月 - 9月 - 10月 - 11月 - 12月 - 2011年香港：1月 - 2月 - 3月 - 4月 - 5月 - 6月 - 7月 - 8月 - 9月 - 10月 - 11月 - 12月 - 2010年香港：1月 - 2月 - 3月 - 4月 - 5月 - 6月 - 7月 - 8月 - 9月 - 10月 - 11月 - 12月 - 2009年香港：1月 - 2月 - 3月 - 4月 - 5月 - 6月 - 7月 - 8月 - 9月 - 10月 - 11月 - 12月 - 2008年香港：1月 - 2月 - 3月 - 4月 - 5月 - 6月 - 7月 - 8月 - 9月 - 10月 - 11月 - 12月 - 2007年香港：1月 - 2月 - 3月 - 4月 - 5月 - 6月 - 7月 - 8月 - 9月 - 10月 - 11月 - 12月 - 2006年香港：1月 - 2月 - 3月 - 4月 - 5月 - 6月 - 7月 - 8月 - 9月 - 10月 - 11月 - 12月 - 2005年香港：1月 - 2月 - 3月 - 4月 - 5月 - 6月 - 7月 - 8月 - 9月 - 10月 - 11月 - 12月 - 2004年香港：1月 - 2月 - 3月 - 4月 - 5月 - 6月 - 7月 - 8月 - 9月 - 10月 - 11月 - 12月 - 2003年香港：1月 - 2月 - 3月 - 4月 - 5月 - 6月 - 7月 - 8月 - 9月 - 10月 - 11月 - 12月 - 2002年香港：1月 - 2月 - 3月 - 4月 - 5月 - 6月 - 7月 - 8月 - 9月 - 10月 - 11月 - 12月 - 2001年香港：1月 - 2月 - 3月 - 4月 - 5月 - 6月 - 7月 - 8月 - 9月 - 10月 - 11月 - 12月 - 2000年香港：1月 - 2月 - 3月 - 4月 - 5月 - 6月 - 7月 - 8月 - 9月 - 10月 - 11月 - 12月 - 1999年香港：1月 - 2月 - 3月 - 4月 - 5月 - 6月 - 7月 - 8月 - 9月 - 10月 - 11月 - 12月 - 1998年香港：1月 - 2月 - 3月 - 4月 - 5月 - 6月 - 7月 - 8月 - 9月 - 10月 - 11月 - 12月 - 1997年香港：1月 - 2月 - 3月 - 4月 - 5月 - 6月 - 7月 - 8月 - 9月 - 10月 - 11月 - 12月 參       |

1. ↑  容量有限，本表只列出香港回歸以來各年各月香港新聞動態。關於更早年代的各年各月香港新聞動態，詳見於某年香港（某年表示1997年之前的公曆年份）。